# Kongres Kobiet
Kongres Kobiet – polski feministyczny ruch społeczno-polityczny. Kongres Kobiet powstał z inicjatywy Magdaleny Środy i Henryki Bochniarz, a impulsem do jego stworzenia były obchody dwudziestolecia transformacji. Pierwszy Kongres Kobiet odbył się w 2009 w Warszawie w Sali Kongresowej Pałacu Kultury i Nauki, od tej pory organizowany jest corocznie. W zakres działania Kongresu Kobiet wchodzą ponadto całoroczne inicjatywy, spotkania regionalne, szkolenia i debaty. Pod patronatem Kongresu wydawane są książki w serii Biblioteka Kongresu Kobiet. Wszystkie pozycje to prace autorek z nurtu feministycznego, m.in.: Naomi Wolf, Susan Faludi oraz Betty Friedan.

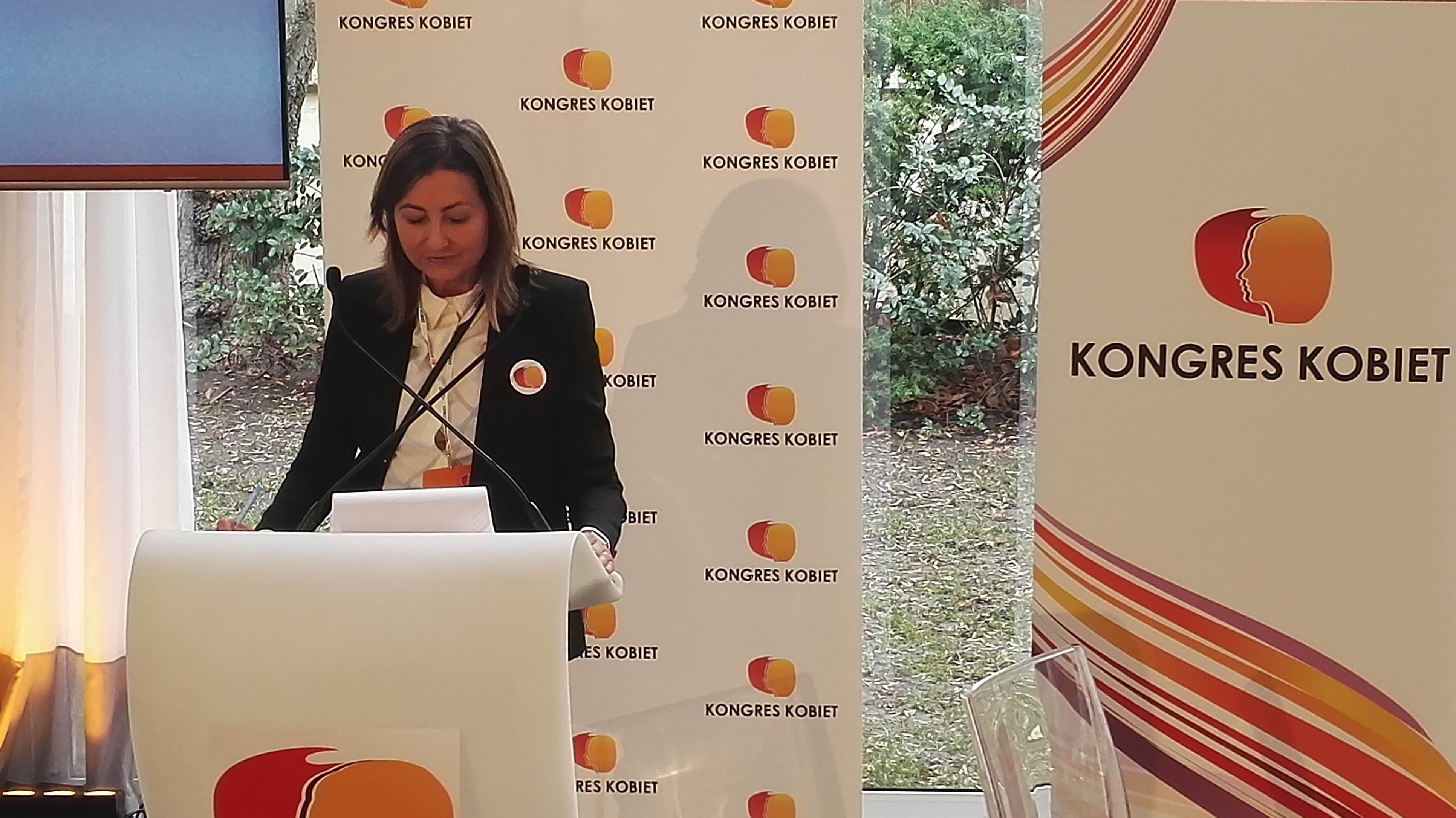
Anna Karaszewska – prezeska Stowarzyszenia Kongres Kobiet V kadencji Zarządu

## Postulaty polityczne
Główne działania i postulaty Kongresu Kobiet, dotyczą 10 dziedzin:
1. Stwarzania mechanizmów, służących wyrównywaniu szans i możliwości kobiet w życiu publicznym (parytety, kwoty)
2. Przeciwdziałania przemocy wobec kobiet
3. Równoważenia roli wychowawczej i pracy zawodowej kobiet i mężczyzn
4. Stwarzania instytucji stojących na straży równych praw oraz równych szans i możliwości kobiet
5. Aktywizacji politycznej, samorządowej i obywatelskiej kobiet
6. Poprawy sytuacji zdrowotnej kobiet (w tym wzmocnienia praw reprodukcyjnych)
7. Aktywizacji zawodowej i społecznej kobiet
8. Edukacji w duchu równości, przeciwdziałaniu wykluczającym stereotypom (w edukacji i kulturze masowej)
9. Promocji działalności kulturotwórczej kobiet
10. Troski o status i prawa kobiet wiejskich

Nadrzędną intencją Kongresu jest budowanie więzi i solidarności wśród kobiet, opartej na wiedzy o ich ekonomicznym, kulturowym i wychowawczym dorobku, na pamięci o ich historycznych dokonaniach.

## Stowarzyszenie Kongres Kobiet
Stowarzyszenie Kongres Kobiet powstało 28 stycznia 2010. Główne cele Stowarzyszenia to propagowanie idei Kongresu Kobiet, wspieranie kobiet w podejmowanej przez nie działalności i szukanie środków na te cele.
SKK jest społeczną inicjatywą zrzeszającą osoby indywidualne, organizacje pozarządowe, przedstawicielki biznesu, polityki, świata nauki, sztuki, dziennikarstwa, związków zawodowych, związków pracodawców oraz wiele innych. Kongres skupia kobiety z całej Polski, o różnych poglądach, wywodzące się z różnych środowisk. Nie jest związany z żadną instytucją ani z żadną partią polityczną.
Misją SKK jest działanie na rzecz równości kobiet i mężczyzn w obszarze praw, szans i możliwości oraz działanie na rzecz uznania godności, autonomii i wolności wszystkich obywatelek i obywateli, w tym grup wykluczonych i dyskryminowanych.  Istotną częścią aktywności jest budowanie solidarności kobiet poprzez wymianę doświadczeń, wzajemną pomoc i pracę nad pamięcią o herstorii. Realizując postulaty, SKK podejmuje działania na rzecz zwiększania aktywności kobiet i ich udziału w życiu politycznym i publicznym, poprzez wyposażanie ich w niezbędną wiedzę i kwalifikacje. Stowarzyszenie prowadzi działalności nie tylko na rzecz swoich członkiń i członków, ale także na rzecz ogółu społeczności, takie jak stworzenie projektu ustawy w sprawie ograniczania różnicy w wynagrodzeniach kobiet i mężczyzn. W tę perspektywę wpisuje się też troska SKK o środowisko naturalne i zrównoważony rozwój.
Ze złożonych podczas 11 kongresów na ręce rządu postulatów udało nam się zrealizować następujące:
- podpisania Ustawy Kwotowej, gwarantującej kobietom 35% miejsc na listach wyborczych[3]
- podpisania ustawy żłobkowej – o opiece nad dziećmi w wieku do lat 3
- ratyfikowania Konwencji o zapobieganiu i zwalczaniu przemocy wobec kobiet i przemocy domowej
- zwiększenia udziału kobiet w życiu publicznym
- zrealizowanie wielu projektów mających na celu aktywizację polityczno-społeczną kobiet
- powołanie LAKK[4] (Letniej Akademii Kongresu Kobiet), przygotowującej kobiety do funkcji społeczno-politycznych
- 18 kobiet aktywnych działaczek SKK objęło w 2019 funkcje poselskie w polskim parlamencie[5]
- przedstawienie projektu ustawy ograniczającej różnicę w wynagrodzeniach kobiet i mężczyzn[6]

## Zarząd Stowarzyszenia Kongres Kobiet
Zarząd VI (od 22.06.2022)
Ewa Rumińska-Zimny (wiceprezeska)
Magdalena Środa (wiceprezeska)
Ewa Sufin-Jacquemart (wiceprezeska)                                                                                   
Agata Kobylińska (wiceprezeska)                                                                             
Źródło.

## Rada programowa
Rada Programowa Kongresu Kobiet istnieje od początku zainicjowania ruchu w 2009. Początkowo tworzyło ją kilkadziesiąt aktywistek, stopniowo jej skład rozrósł się do ponad 250 kobiet ze świata nauki, polityki, sztuki oraz innych dziedzin życia publicznego. Są to między innymi: Henryka Bochniarz, Magdalena Środa, Jolanta Fedak, Krystyna Janda. Członkiniami rady programowej do śmierci były Krystyna Bochenek, Grażyna Gęsicka, Izabela Jaruga-Nowacka, Maria Kaczyńska, Barbara Skarga, Jolanta Szymanek-Deresz. Z członkostwa w radzie zrezygnowały Jolanta Kwaśniewska oraz Henryka Krzywonos.

## Gabinet cieni
Gabinet Cieni został powołany do życia 7 marca 2011. Stanowi propozycję alternatywnych działań rządu, monitoruje działania polityków, poleca ich uwadze obszary ważne dla kobiet.
Aktualna lista członkiń Gabinetu Cieni:
- Premierka i Ministra ds. Zagranicznych – Danuta Hübner
- Ministra Gospodarki – Henryka Bochniarz
- Ministra Równości i Różnorodności – Małgorzata Fuszara
- Ministra Finansów – Ewa Rumińska-Zimny
- Ministra Zdrowia - Agnieszka Graczyk-Szuster
- Ministra Transformacji Ekologicznej - Ewa Sufin-Jacquemart
- Ministra Transformacji Energetycznej – Bogusława Matuszewska
- Ministra Edukacji– Magdalena Środa
- Ministra Mieszkalnictwa - Joanna Erbel
- Ministra Dobrostanu Obszarów Wiejskich – Katarzyna Duczkowska-Małysz
- Minister Sprawiedliwości – Monika Płatek
- Minister Kultury – Agnieszka Holland
- Wiceministra Kultury - Beata Chmiel
- Ministra Polityki Migracyjnej - Agata Kobylińska
- Ministra Sportu - Magdalena Urbańska

## Nagrody Kongresu Kobiet
Podczas corocznego kongresu, SKK wręcza specjalne wyróżnienie dla zasłużonych kobiet. Nagroda Kongresu Kobiet przyznawana jest przedstawicielkom różnych środowisk, za wybitne osiągnięcia i promowanie wartości, takich jak demokracja, równość płci, społeczeństwo obywatelskie i sprawiedliwość społeczna.
Dotychczasowe laureatki to:
- 2009 Henryka Krzywonos-Strycharska[12]
- 2010 Maria Janion[13]
- 2011 Olga Krzyżanowska[14]
- 2012 Barbara Labuda[15]
- 2013 Małgorzata Fuszara[16]
- 2014 Danuta Hübner[17]
- 2015 Agnieszka Graff[18]
- 2016 Barbara Nowacka[19]
- 2017 Olga Tokarczuk[20]
- 2018 Agnieszka Holland[21]
- 2019 Monika Płatek[22]
- 2022 Halina Radacz
- 2023 Danuta Wawrowska[23]

## Plebiscyt 16 Liderek Równości
Od 2022 roku Kongres Kobiet wspólnie z Ambasadą Brytyjską w Warszawie i Forbes Women organizuje Plebiscyt 16 Liderek Równości. Plebiscyt ma na celu wzmocnienie i docenienie pracy lokalnych działaczek i liderek społecznych, które angażują się w kwestie związane z szeroko pojętą równością
Wręczenie nagród I edycji miało miejsce 26 marca 2022 w Warszawie.
Laureatki I edycji: Elżbieta Boksa, Bogumiła Burda, Izabela Daciuk, Dorota Dembińska, Nina Gabryś, Katarzyna Józefowska, Ewa Kamińska-Bużałek, Karolina Kędziora, Magdalena Koczur-Miedziejko, Lidia Makowska, Patricia Mitro, Alicja Sienkiewicz, Katarzyna Szota-Eksner, Małgorzata Wenclik, Katerina Zavizhenets, Aldona Ziółkowska- Bielewicz
Specjalne wyróżnienie dla Liderek Równego Biznesu: Agnieszka Czmyr-Kaczanowska, Milena Olszewska-Miszuris, Sylwia Petryna, 
Laureatki II edycji: Adrianna Klimaszewska, Anna Wróblewska-Zawadzka, Marta Majewska, Irena Buzarewicz, Iuliia Puzyrevska, Joanna Jałocha, Izabela Sopalska-Rybak,  Karolina Pisz, Justyna Uchańska, Katarzyna Poskrobko, Alina Jeleń, Natalia Klima-Piotrowska, Alina Bunzel, Barbara Elżbieta Wyłudek, Paulina Kirschke, Marta Gosecka
Specjalne wyróżnienie dla Liderek Równego Biznesu:  Dorota Czekaj, Wioletta i Adrianna Klimczak, Agata Kukwa

## Kontrowersje
Na przestrzeni lat wobec Kongresu Kobiet kierowano wiele zarzutów ze strony polskich środowisk feministycznych, przede wszystkim mówiących o elitaryzmie i klasizmie całego wydarzenia i osób z nim związanych. Zwracano m.in. uwagę na odgórnie narzucany program i brak konsultacji z innymi organizacjami feministycznymi, kobiecymi czy sfeminizowanymi środowiskami, jak np. niektóre związki zawodowe. Kongres miał być zorganizowany bez wcześniejszych zaproszeń, a jego inicjatorkami i głównymi prelegentkami były osoby związane z polityką parlamentarną, biznesem oraz wyłącznie liberalnym feminizmem (m.in. Magdalena Środa, Henryka Bochniarz, Grażyna Kulczyk czy Jolanta Kwaśniewska). Wskazywano na wykluczenie z wydarzenia kobiet nie posiadających wykształcenia, znajomości czy środków finansowych, a w efekcie koncentrowanie się na kobietach, "które i tak radzą sobie świetnie", co często nie miało mieć nic wspólnego z rzeczywistymi problemami kobiet w Polsce.
Po X edycji Kongresu Kobiet na stronie Codziennika Feministycznego pojawił się artykuł Marii Świetlik, w którym przywoływała one relacje kobiet z firmy ochroniarskiej wynajętej przez organizatorki wydarzenia. Miały one pod groźbą zwolnienia z pracy przez kilkanaście godzin stać bez możliwości spożycia posiłku czy napicia się. W następnych dniach opublikowano kolejne relacje, z których wynikało, że od kobiet żądano „stania na baczność”, zabroniono mieć przy sobie telefon, a także używano wobec nich wyzwisk. W związku z zaistniałą sytuacją Stowarzyszenie Kongres Kobiet opublikowało oświadczenie, w którym stwierdziło, że „niektóre opinie pozostają w sprzeczności z wyjaśnieniami, jakie uzyskałyśmy od podmiotów odpowiedzialnych za przygotowanie hali, w której odbył się X ogólnopolski Kongres Kobiet, i jej ochronę”.
Od 2018 Ogólnopolski Związek Zawodowy „Inicjatywa Pracownicza” organizuje Socjalny Kongres Kobiet, będący odpowiedzią na Kongres Kobiet, skupiający się jednak na problemach pracowniczych, lokatorskich, płacowych i opiekuńczych.

### Nagroda Różnorodności Kongresu Kobiet
Kontrowersje wzbudza przyznawana mężczyznom przez Kongres Kobiet nagroda „Różnorodności”, której zarzuca się stronniczość i wyróżnianie osób dla osobistych interesów. Wśród laureatów znaleźli się m.in. prezydent Poznania Jacek Jaśkowiak, prezydent Słupska Robert Biedroń, prezes warszawskiej Giełdy Papierów Wartościowych Ludwik Sobolewski czy premier Polski Donald Tusk. Podawano w wątpliwość znaczenie i intencje działań laureatów na rzecz praw kobiet.
Podczas XIV edycji wydarzenia kontrowersje wzbudziło wręczenie nagrody Różnorodności byłemu premierowi Polski Donaldowi Tuskowi. Takie działanie argumentowano m.in. wsparciem parytetu na listach wyborczych, wspieranie ratyfikacji konwencji stambulskiej czy wprowadzenie programu refundacji in vitro. Krytykujący zwrócili natomiast uwagę, że są to działania jeszcze z czasów rządów PO-PSL, a nie obecne i nagroda ma wyłącznie charakter polityczny. Podkreślano, że Donald Tusk stał na czele formacji, która opowiadała się za „kompromisem aborcyjnym”, w dużej części reprezentowała konserwatywne podejście wobec kobiet, jak również przez lata rządów nie starano się poprawić statusu ekonomicznego kobiet w Polsce. Sam Donald Tusk natomiast m.in. podczas protestów przeciwko zaostrzeniu przepisów dotyczących aborcji w Polsce nie wyrażał swojego poparcia wobec nich, a do niedawna prezentował przywiązanie do polskiego kościoła katolickiego.
Jedna z liderek Kongresu Kobiet Magdalena Środa, przyznała, że wręczenie nagrody było motywowane względami „ideowo-politycznymi” i jest formą szukania współpracy z „przyszłym, potencjalnym rządem”. Kontrowersje wzbudził również fakt, że decyzję o przyznaniu nagrody Donaldowi Tuskowi miano podjąć w wąskim gronie liderek Kongresu Kobiet.
Podczas XV Kongresu Kobiet w 2023 roku męska Nagroda Kongresu Kobiet została przyznana Adamowi Bodnarowi.